# Eleccions legislatives hongareses de 1975
Les eleccions legislatives hongareses de 1975 se celebraren el 15 de juny de 1975 per a renovar els 352 membres de l'Assemblea Nacional d'Hongria. En aquesta legislatura es va ampliar encara més la proporció de candidats independents.

## Resultats
|                                 |                                 |                                 |                                              |             |             |           |     |
| Partit                          | Partit                          | Partit                          | Partit                                       | Vots        | %           | Escons    | +/- |
|                                 | Front Popular Patriòtic         |                                 | Partit Socialista Hongarès dels Treballadors | sense dades | 99.6        | 215 / 352 | 9   |
|                                 | Front Popular Patriòtic         | Independents                    | 137 / 352                                    | sense dades | 99.6        | 9         |     |
| En contra                       | En contra                       | En contra                       | En contra                                    | sense dades | 0.4         | –         |     |
| Vots en blanc/nuls              | Vots en blanc/nuls              | Vots en blanc/nuls              | Vots en blanc/nuls                           | sense dades | sense dades | –         |     |
| Total                           | Total                           | Total                           | Total                                        | 7,527,169   | 100         | 352       |     |
| Votants registrats/participació | Votants registrats/participació | Votants registrats/participació | Votants registrats/participació              | 7,760,464   | 96.99       | –         |     |
| Font: Nohlen & Stöver           |                                 |                                 |                                              |             |             |           |     |